# NGC 232
NGC 232 este o galaxie spirală barată situată în constelația Balena. A fost descoperită în anul 1886 de către Francis Leavenworth. De asemenea, a fost observată încă o dată de către Herbert Howe.